# Суперкубок Західного берегу з футболу 2012
Суперкубок Західного берегу з футболу 2012  — 3-й розіграш турніру. Матч відбувся 24 серпня 2012 року між чемпіоном Західного берегу клубом Гіляль Аль-Кудс та володарем Кубка Західного берегу клубом Шабаб (Аль-Дхахірія).
| Володар Суперкубка Західного берегу 2012 |
| ---------------------------------------- |
|                                          |
| Шабаб (Аль-Дхахірія) Перший титул        |

## Матч

### Деталі
| 24 серпня 2012 18:00 (EEST) |

| Гіляль Аль-Кудс    | 1:2      | Шабаб (Аль-Дхахірія)        |
| ------------------ | -------- | --------------------------- |
| Кеттлун 66' (пен.) | Протокол | Врідат 24' Еядех 26' (пен.) |

| Файсал Аль-Хуссеїні, Аль-Рам Арбітр: Джавад Ассі |